# Мали Лочник
Мали Лочник (словен. Mali Ločnik) је насељено место у општини Велике Лашче, Средњесловенска регија, Словенија.

## Историја
До територијалне реорганизације у Словенији био је у саставу града Љубљане, односно старе општине Вич–Рудник.

## Становништво
У попису становништва из 2011. године, Мали Лочник је имао 54 становника.
| Број становника према пописима | Број становника према пописима | Број становника према пописима |
| ------------------------------ | ------------------------------ | ------------------------------ |
| 1991                           | 2002                           | 2011                           |
| 44                             | 51                             | 54                             |

Напомена: Године 2009. извршена је мања размена територије између насеља Мали Лочник и Турјак.

## Галерија
- римокатоличка црква "Св. Ахац"
- поток Бајдинц у Малом Лочнику